# رافائل آروش
رافائل آروش (فرانسوی: Raphaël Haroche‎؛ زادهٔ ۷ نوامبر ۱۹۷۵) خواننده و هنرپیشه اهل فرانسه است. وی از سال ۲۰۰۰ میلادی تاکنون مشغول فعالیت بوده‌است.
از فیلم‌ها یا برنامه‌های تلویزیونی که وی در آن نقش داشته‌است می‌توان به جنگ چه می‌تواند بیاورد اشاره کرد.